# Pribliżnaja
Pribliżnaja (ros. Приближная) – stanica w Rosji, w Kabardo-Bałkarii, w rejonie prochładnieńskim. W 2010 liczyła 1838 mieszkańców.